# Tadeusz Pawlusiak
Tadeusz Pawlusiak (ur. 9 sierpnia 1946 w Wilkowicach, zm. 16 kwietnia 2011 tamże) – polski skoczek narciarski, dwukrotny olimpijczyk, uczestnik mistrzostw świata, dwukrotny mistrz i sześciokrotny wicemistrz Polski. Podczas dwudziestu trzech lat startów oddał ponad trzy tysiące skoków.

## Przebieg kariery
Treningi rozpoczął w 1959 r. Swoje pierwsze narty Pawlusiak otrzymał z klubu LKS Bystra. Początkowo uprawiał kombinację norweską. W wieku 16 lat skoczył na Krokwi 78 m. W 1964 zajął miejsce w pierwszej dwudziestce zawodników konkursu w Reit im Winkl, a rok później został członkiem kadry narodowej. Na liście najlepszych kombinatorów sezonu 1967 sklasyfikowano go na miejscu 22.

### 1968/1969
W 1969 dobrze zaprezentował się w skokach do kombinacji w Le Brassus, gdzie przeskoczył skocznię. Po powrocie do Polski został powołany do kadry na odbywający się w Zakopanem, Wiśle i w Szczyrku Puchar Przyjaźni, w którym brali udział skoczkowie z krajów demokracji ludowej. Na Skalitem był siódmy, w Wiśle-Malince trzeci, zaś rywalizację na Wielkiej Krokwi rozstrzygnął na swoją korzyść. Reprezentacja Polski wygrała klasyfikację drużyn. Już wtedy skoczek wyróżniał się estetycznym ułożeniem ciała w locie. W tamtym sezonie Pawlusiak był jeszcze drugi w Sankt Moritz i trzeci w Lahti. Zdobył złoty medal mistrzostw Polski.

### 1969/1970
W 1970 podczas Pucharu Przyjaźni odbywającego się w NRD zajął w ogólnej klasyfikacji 7. pozycję. W Klingenthal był 11., w Brotterode 12., a w Oberhofie 6. Wygrał też Puchar Beskidów. Był 24. w Turnieju Czterech Skoczni, a najlepiej skakał w Innsbrucku, gdzie uplasował się na 8. pozycji. Został też wicemistrzem Polski.
Uczestniczył też w mistrzostwach świata w Wysokich Tatrach. Na skoczni średniej zajął 12. miejsce. Na skoczni dużej po skoku na 94,5 m prowadził po pierwszej serii, wyprzedzając m.in. Garija Napałkowa i Yukio Kasayę. W drugiej części zawodów reprezentant Związku Radzieckiego wylądował na 109,5 m. Pawlusiak skoczył w ładnym stylu 100,5 m, lecz upadł. Lądował na zakrocznej nodze, przez co jego narta zakrawędziowała. Zajął przez to dopiero 34. pozycję. Brązowy medal dla Polaków zdobył jednak Stanisław Gąsienica-Daniel. W pokazowym konkursie drużynowym polska reprezentacja w składzie Pawlusiak, Daniel, Józef Przybyła, Adam Krzysztofiak zajęła 5. pozycję (startowało 18 ekip).
Po mistrzostwach polscy skoczkowie udali się do Stanów Zjednoczonych, gdzie wystartowali na skoczni mamuciej w Ironwood. Podczas treningu Pawlusiak doznał ciężkiego upadku, uderzając klatką piersiową w zeskok skoczni. Miał rozerwany mostek i nie startował już do końca sezonu.

### 1970/1971
Pawlusiak po powrocie do wysokiej formy wygrał konkurs w Oberwiesenthal, był też 14. i 9. w Sapporo podczas próby przedolimpijskiej. W Turnieju Czterech Skoczni był na 7. pozycji, a w Oberstdorfie zajął 3. lokatę. Wygrał też Spartakiadę Armii Zaprzyjaźnionych w Zakopanem. Ponownie zdobył srebro w MP.

### 1971/1972
W kolejnej edycji Turnieju Czterech Skoczni był na 27. miejscu. Podczas konkursu finałowego pękła mu panewka stawu biodrowego. Na igrzyskach olimpijskich w Japonii, startując z niewyleczoną kontuzją, zajął 32. na średniej i 18. miejsce na dużej skoczni. Wywalczył też brązowy krążek mistrzostw kraju. Miał również reprezentować Polskę na I Mistrzostwach Świata w Lotach Narciarskich w Planicy, jednak z powodu lęku po wypadku na mamucie w USA nie stawił się przed wyjazdem na zbiórce w Katowicach.

### 1972/1973

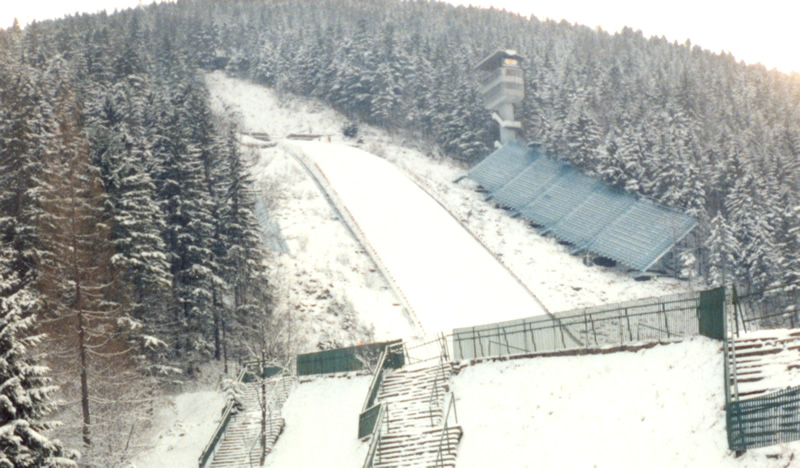
Wielka Krokiew – skocznia, której Tadeusz Pawlusiak był rekordzistą

W klasyfikacji generalnej 21. TCS uplasował się na 89. miejscu. Wystartował wówczas tylko w austriackiej części cyklu. 1 kwietnia 1973 Pawlusiak ustanowił rekord Wielkiej Krokwi, wynoszący dotąd 112 m. Zmagania obserwowało kilkadziesiąt tysięcy widzów. Na skoczni panowały trudne warunki. W pierwszej serii jedynie Pawlusiak przekroczył setny metr. W finale podniesiono belkę. Skaczący jako ostatni Pawlusiak po płynnym locie wylądował na 113 m, zostając nowym rekordzistą. W tym samym sezonie ponownie wygrał Zimową Spartakiadę Armii Zaprzyjaźnionych, rozgrywaną w bułgarskim Pamporowie. Zajął piąte miejsce w Szwajcarskim Tygodniu Skoków. Był najlepszy w Memoriale Bronisława Czecha i Heleny Marusarzówny. Zdobył dwa medale MP – złoty na skoczni normalnej i srebrny na dużej.

### 1973/1974
30 września 1973 zajął drugie miejsce w igelitowych zawodach we Frenštácie pod Radhoštěm, przegrywając jedynie z Heinzem Wosipiwo.
W Turnieju Czterech Skoczni uplasował się na 11. pozycji. Najlepiej spisał się w Oberstdorfie, gdzie był 8. Został też wicemistrzem kraju oraz zdobył brązowy medal za trzecie miejsce w konkursach o MP.
Na światowym czempionacie w szwedzkim Falun był 10. na skoczni średniej. Podczas treningu na dużej skoczni ponownie doznał rozerwania mostka. Trenerem kadry był wówczas Janusz Fortecki.

### 1975/1976
Po wyleczeniu kontuzji wziął udział w kolejnym TCS. Zajął wówczas 17. pozycję. Najlepiej zaprezentował się w Garmisch-Partenkirchen, gdzie był na 7. miejscu.
Na olimpiadzie w austriackim Innsbrucku był 31. i 52. Najlepiej skakali wtedy Austriacy, którzy dominowali dzięki nowym kombinezonom. Zdobył też brąz na MP.

### Późniejsze sezony
W sezonie 1977/1978 skakał jeszcze w RFN na Turnieju Czterech Skoczni, w którym zajął 78. lokatę. W 1977 zdobył srebrny i brązowy medal mistrzostw kraju. Rok później był drugi.
Ostatnim sukcesem Pawlusiaka było 4. miejsce na mistrzostwach kraju w 1979 roku. Potem, w wieku 33 lat, zakończył swą sportową karierę. Z uprawiania sportu nie miał żadnych korzyści materialnych.
W latach 1979–1989 był trenerem w BBTS Włókniarz Bielsko-Biała.

## Życie prywatne
Mieszkał w Wilkowicach koło Bielska-Białej; prowadził własną działalność gospodarczą. Absolwent Technikum Ogrodniczego. Był synem Józefa (przed II wojną światową uprawiał on biegi na nartach w klubie Strzelec i startował w biegu patrolowym) i Heleny; miał siostrę Annę Pawlusiak-Dobiję, biegaczkę, olimpijkę z olimpiady 1976 i braci: Piotra Pawlusiaka (trener kombinatorów w Starcie Zakopane, jako szkoleniowiec na igrzyskach w 1994), Stanisława Pawlusiaka, skoczka, olimpijczyka z 1980 oraz Józefa Pawlusiaka, narciarza biegowego, olimpijczyka z igrzysk w 1980.
Skoczek żonaty był z inną narciarką; ich syn Wojciech (ur. 27 lutego 1986) jeździ na nartach w LKS Jastrząb Szczyrk.
Tadeusz Pawlusiak zmarł 16 kwietnia 2011 roku.

## Osiągnięcia

### Igrzyska olimpijskie
| 1972 Sapporo   | – | 32. miejsce (K-86), 18. miejsce (K-110) |
| 1976 Innsbruck | – | 31. miejsce (K-84), 52. miejsce (K-104) |

#### Starty T. Pawlusiaka na igrzyskach olimpijskich – szczegółowo
| Miejsce | Dzień     | Rok  | Miejscowość | Skocznia                   | Punkt K | Konkurs  | Skok 1 | Skok 2 | Nota       | Strata     | Zwycięzca             |
| ------- | --------- | ---- | ----------- | -------------------------- | ------- | -------- | ------ | ------ | ---------- | ---------- | --------------------- |
| 32.     | 6 lutego  | 1972 | Sapporo     | Miyanomori                 | K-86    | indywid. | 73,5 m | 71,5 m | 197,9 pkt. | 46,3 pkt.  | Yukio Kasaya          |
| 18.     | 11 lutego | 1972 | Sapporo     | Ōkurayama                  | K-110   | indywid. | 87,0 m | 90,0 m | 183,3 pkt. | 36,6 pkt.  | Wojciech Fortuna      |
| 31.     | 7 lutego  | 1976 | Seefeld     | Toni-Seelos-Olympiaschanze | K-84    | indywid. | 74,5 m | 74,0 m | 210,2 pkt. | 41,8 pkt.  | Hans-Georg Aschenbach |
| 52.     | 15 lutego | 1976 | Innsbruck   | Bergisel                   | K-104   | indywid. | 75,0 m | 67,0 m | 130,8 pkt. | 104,0 pkt. | Karl Schnabl          |

### Mistrzostwa świata
| 1970 Wysokie Tatry | – | 12. miejsce (K-90), 34. miejsce (K-115) |
| 1974 Falun         | – | 10. miejsce (K-90)                      |

### Turniej Czterech Skoczni
| 18. Turniej Czterech Skoczni |                        |            |               |       |
| Oberstdorf                   | Garmisch-Partenkirchen | Innsbruck  | Bischofshofen | klas. |
| 13                           | 63                     | 8          | 33            | 24    |
| 19. Turniej Czterech Skoczni |                        |            |               |       |
| Oberstdorf                   | Garmisch-Partenkirchen | Innsbruck  | Bischofshofen | klas. |
| 3                            | 16                     | 22         | 5             | 7     |
| 20. Turniej Czterech Skoczni |                        |            |               |       |
| Innsbruck                    | Garmisch-Partenkirchen | Oberstdorf | Bischofshofen | klas. |
| 23                           | 39                     | 18         | 41            | 27    |
| 21. Turniej Czterech Skoczni |                        |            |               |       |
| Oberstdorf                   | Garmisch-Partenkirchen | Innsbruck  | Bischofshofen | klas. |
| -                            | -                      | 8          | 16            | 89    |
| 22. Turniej Czterech Skoczni |                        |            |               |       |
| Oberstdorf                   | Garmisch-Partenkirchen | Innsbruck  | Bischofshofen | klas. |
| 8                            | 23                     | 10         | 30            | 11    |
| 24. Turniej Czterech Skoczni |                        |            |               |       |
| Oberstdorf                   | Garmisch-Partenkirchen | Innsbruck  | Bischofshofen | klas. |
| 39                           | 7                      | 19         | 18            | 17    |
| 26. Turniej Czterech Skoczni |                        |            |               |       |
| Oberstdorf                   | Garmisch-Partenkirchen | Innsbruck  | Bischofshofen | klas. |
| 72                           | 54                     | -          | -             | 78    |

### Mistrzostwa Polski
- dwukrotny mistrz Polski: 1969 (K-90), 1973 (K-70)[20]
- sześciokrotny wicemistrz Polski: 1970, 1974 (K-70), 1971, 1973, 1977, 1978 (K-90)[20]
- czterokrotny brązowy medalista MP: 1972, 1977 (K-70), 1974, 1976 (K-90)[20]

### Inne
- Zimowa Spartakiada Armii Zaprzyjaźnionych 1971 – złoty medal[3]
- Zimowa Spartakiada Armii Zaprzyjaźnionych 1973 – złoty medal[3]
- Szwajcarski Tydzień Skoków 1973 – 5. miejsce
- Memoriał Bronisława Czecha i Heleny Marusarzówny 1973 – 1. miejsce
- Puchar Beskidów 1970 – 1. miejsce